# Perzisch
Het Perzisch (فارسی), ook bekend onder het endoniem Farsi is de officiële taal van Iran (Perzië), Afghanistan en Tadzjikistan, die ook door miljoenen mensen in Oezbekistan wordt gesproken. Het Perzisch behoort tot de Indo-Europese taalfamilie en daarbinnen is het een onderdeel van de tak van de Iraanse of Arische talen.
Het Perzisch is een van de oudst gedocumenteerde talen ter wereld. De oudst bekende voorbeelden van deze taal stammen uit de 6e eeuw voor Christus.

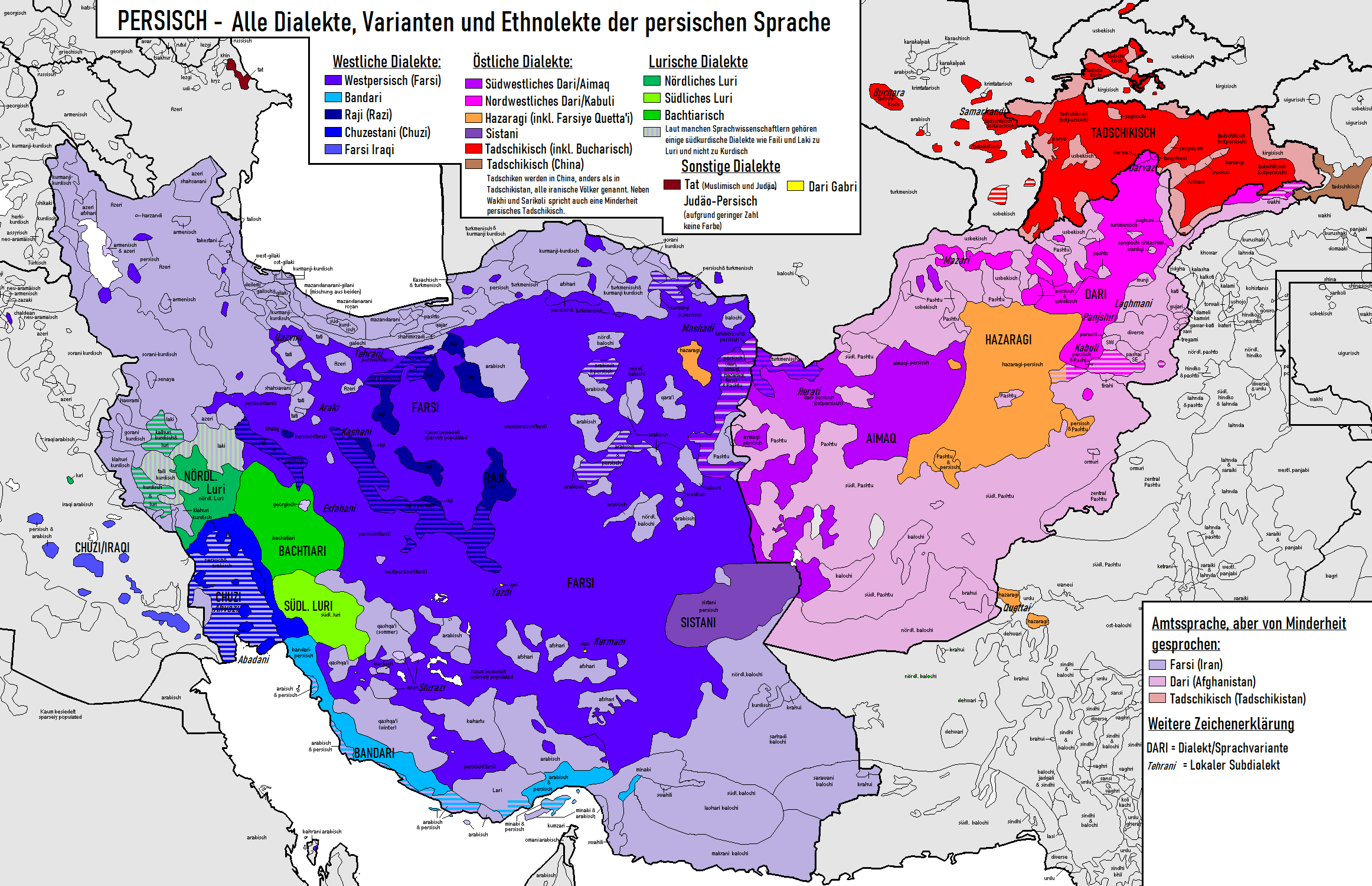
Perzische dialecten

Het wordt beschouwd als een prachtige taal met aantrekkelijke hymnes: enkele van 's werelds beroemdste stukken literatuur aller tijden, zoals de Sjahnama van Ferdowsi, de werken van Rumi, de Rubáiyát van Omar Khayyám, de Panj Ganj van Nezami Ganjavi, De Divān van Hafez, De Samenspraak van de Vogels door Attar van Nisjapoer en de miscellanea van Gulistan en Bustan door Saadi Shirazi, zijn geschreven in het Perzisch. Enkele van de prominente moderne Perzische dichters waren Nima Yooshij, Ahmad Shamlou, Simin Behbahani, Sohrab Sepehri, Rahi Mo'ayyeri, Mehdi Akhavan-Sales en Forugh Farrokhzad.
Geleerden herkennen drie belangrijke dialectafdelingen van het Perzisch: Westelijk-Perzisch, (ook Iraans-Perzisch of Standaard-Perzisch genoemd) van Iran, Dari-Perzisch (Oostelijk-Perzisch) van Afghanistan en Tadzjieks-Perzisch, een variant die in Tadzjikistan wordt gesproken en in delen van Oezbekistan. Tadzjieks-Perzisch en Dari-Perzisch worden soms als aparte talen behandeld. Het Westelijk-Perzisch en Dari-Perzisch hebben nog meer dialectvarianten, sommige met namen die samenvallen met provinciale namen. Ze zijn allemaal min of meer onderling verstaanbaar.
Dari-Perzisch, dat tot voor kort voornamelijk in Afghanistan werd gesproken, nam de Teheran-standaard als model en hoewel er duidelijke fonologische en morfologische contrasten zijn, deels als gevolg van de invloed van naburige Turkse talen, blijven het Westelijk-Perzisch en Dari-Perzisch vrij gelijkwaardig. De dialectische variatie tussen het westelijk-Perzisch en Dari-Perzisch is beschreven als analoog aan die tussen Europees Frans en Canadees-Frans. Dari is conservatiever in het handhaven van klinkeronderscheidingen die in het Westelijk-Perzisch verloren zijn gegaan.
Lori en Bakhtiari, talen in het zuidwesten van Iran, zijn het meest verwant aan het Perzisch, maar deze zijn moeilijk te begrijpen voor een spreker van de Teheraanse standaard. Terwijl sprekers van Lori hun spraak beschouwen als een dialect van het Perzisch, zijn sommige sprekers van het Perzisch het daar niet mee eens. Joods-Perzisch, geschreven in Hebreeuwse karakters en gebruikt door Joden in heel Iran, ligt in geschreven vorm dicht bij de Perzische standaard. Veel Iraniërs van joodse afkomst hebben het land echter verlaten en vormen niet langer een aanzienlijk deel van de bevolking.

## Geschiedenis

### Oudperzisch
Men neemt aan dat het Oudperzisch zich in het westelijk deel van het Iraanse plateau heeft ontwikkeld vanuit het Proto-Indo-Iraans. Het is alleen bekend van een klein aantal inscripties in spijkerschrift uit de 6e tot 4e eeuw voor Christus die door de Achaemenidische koningen (sjahansjahs) (met name door Darius (522-486) en Xerxes de Grote (486-465)) zijn aangebracht. In tegenstelling tot wat vaak wordt aangenomen, speelde het Oudperzisch in het Achaemenidische rijk geen grote rol, omdat de bestuurstaal het Aramees was. In tegenstelling tot het Middel- en Nieuwperzisch wordt de taal gekenmerkt door een uitgebreid stelsel van verbuigingen en vervoegingen.
|             | Oudperzisch | Middelperzisch |
| ----------- | ----------- | -------------- |
| nominativus | pārsa       | pārs           |
| genitivus   | pārsahiyā   | pārs (ē) pars  |
| accusativus | pārsam      | pārs           |
| locativus   | pārsaiy     | pārs           |
| ablativus   | pārsā       | pārs           |

### Middelperzisch
Het Middelperzisch is een rechtstreekse voortzetting van het Oudperzisch. en is vanaf de val van het Achaemenidische Rijk in 338 voor Christus tot de verovering van het Sassanidische rijk door de Arabieren in 651 een levende taal geweest. In de eerste eeuwen van haar bestaan was de taal slechts van lokaal belang en ondergeschikt aan het Parthisch. Maar vanaf de derde eeuw na Christus gaat het meer en meer de functie van bestuurstaal en taal van de dominante cultuur vervullen. Als dode taal blijft het Middelperzisch in zoroastrische kringen na de val van de Sassanidische dynastie een belangrijke rol spelen. Deze rol is zelfs zo belangrijk dat de 9e en 10e eeuw als een van de vruchtbaarste periodes uit de Middelperzische literatuurgeschiedenis gelden.

### Perzisch
Het Perzisch is een voortzetting van de gesproken variant van het Middelperzisch. Want hoewel het geschreven Middelperzisch tot op zekere hoogte het karakter van een dode taal had gekregen vanwege zijn in ontwikkeling gestagneerde vorm, had de spreektaal (Fārsi-ye Dari of Dari) zich als levende taal verder ontwikkeld. In de oostelijke provincies van het Abbasidische rijk, gebieden die in feite onafhankelijk van Bagdad waren, begon men vanaf de 9e eeuw het Dari met behulp van het Arabisch schrift op te schrijven en het is deze taal die onder de naam Nieuwperzisch / Modernperzisch bekend is geworden. Voor de weergave van het Perzisch zijn vier tekens aan het Arabisch alfabet toegevoegd:
| IPA  | Teken | Naam |
| ---- | ----- | ---- |
| [p]  | پ     | pe   |
| [tʃ] | چ     | ĉe   |
| [ʒ]  | ژ     | ĵe   |
| [ɡ]  | گ     | gaf  |
Uiteraard heeft ook het Nieuwperzisch een ontwikkeling doorgemaakt en deze is in vijf fasen te onderscheiden:
- Formatieve periode (8e-10e eeuw): in deze periode kwam de standaardisatie van de taal van de poëzie tot stand.
- Heroïsche periode (10e-12e eeuw): in deze periode kwam de standaardisatie van het proza tot stand.
- Klassieke periode (13e-15e eeuw)
- Postklassieke periode (15e-19e eeuw)
- De periode van het hedendaagse Perzisch

Een van de opvallendste kenmerken van deze vorm van Perzisch is het enorme aandeel aan leenwoorden die identiek gebleven zijn aan hun Arabische oorsprong, zoals kitab voor boek, dowlat voor staat, wakil voor raadsman. Onderzoek heeft uitgewezen dat het percentage Arabische woorden groeide van 25-30% in de 10e eeuw tot ruim 50% in de 12e eeuw. Het is dan ook niet verwonderlijk dat in de loop van de geschiedenis veel pogingen zijn ondernomen om de ontwikkeling van de Perzische woordenschat te beïnvloeden. In de 20e eeuw kregen deze pogingen ook een geïnstitutionaliseerd karakter. De Farhangestān-e Irān (1935, Academie van Iran) en zijn opvolger de Farhangestān-e Zabān-e Irān (1970, Taalacademie van Iran) kregen de taak het Perzisch zo veel mogelijk te zuiveren van buitenlandse (lees Arabische) elementen. Ondertussen hebben deze taalacademiën tientallen woorden ontworpen die een vaste plek in het Perzisch hebben gekregen. Een voorbeeld van een succesvol geïntroduceerd woord is "Havāpeymā" (lett: luchtkliever) oftewel vliegtuig.

## Verspreiding

Het gebied waar Perzisch wordt gesproken

### Iran (Perzië)
Als de officiële taal van Iran wordt het Perzisch door het overgrote deel van de Iraniërs beheerst. Dat wil echter niet zeggen dat het ook de moedertaal van grote delen van de bevolking is. Een krappe meerderheid van 58% spreekt het Perzisch van huis uit en een groot deel komt voor het eerst op school met deze taal in aanraking. Sommigen spreken een taal die aan het Perzisch verwant is, zoals het Koerdisch of Beloetsji, maar velen spreken een taal die tot een heel andere taalfamilie behoort. De tweede taal van het land is het Azerbeidzjaans, een Turkse taal, die door een kwart van de bevolking wordt gesproken.

### Afghanistan (Dari)
Het Dari (دری, Darī) of Dari-Perzisch (فارسی دری, Fārsīy e Darī), ook bekend als Oostelijk Perzisch, is de variëteit van het Perzisch die hoofdzakelijk in Afghanistan wordt gesproken (waar het een van de twee officiële talen is), door ongeveer 50% van de bevolking. Een kenmerk van het Dari is onder meer dat er meer vreemde woorden uit het Engels zijn overgenomen (zoals bijvoorbeeld bajskl voor fiets, terwijl dat in het westelijk-Perzisch (Iraans-Perzisch) doetsjarcha heet, ofwel tweewieler, en nektaj voor stropdas, waar in het westelijk-Perzisch (Iraans-Perzisch) daarvoor het van origine Franse korwat wordt gebruikt).

### Tadzjikistan en Oezbekistan (Tadzjieks)
De Tadzjiekse variëteit (тоҷикӣ, تاجیکی, tojikī) van het Perzisch wordt door ongeveer 80% van de bevolking van Tadzjikistan gesproken en is de officiële taal van het land. Daarnaast wordt deze taalvariëteit door een grote Tadzjiekse minderheid in Oezbekistan gesproken.

### Perzische Golfstaten
Door de jaren heen zijn veel Iraniërs de Perzische Golf overgestoken om te profiteren van de gunstige economische omstandigheden en in sommige Golfstaten, zoals Qatar en de Verenigde Arabische Emiraten, wordt het Perzisch door meer dan 10% van de bevolking gesproken.

### Iraanse diaspora
Sinds de Islamitische Revolutie hebben veel Iraniërs hun land verlaten en zich over de wereld verspreid (Iraanse Diaspora). Hun aantal wordt op enkele miljoenen geschat. Er bevinden zich grote immigrantengemeenschappen in onder andere de Verenigde Staten, Canada, Duitsland, Zweden en Turkije.

## Perzische taal in Nederland

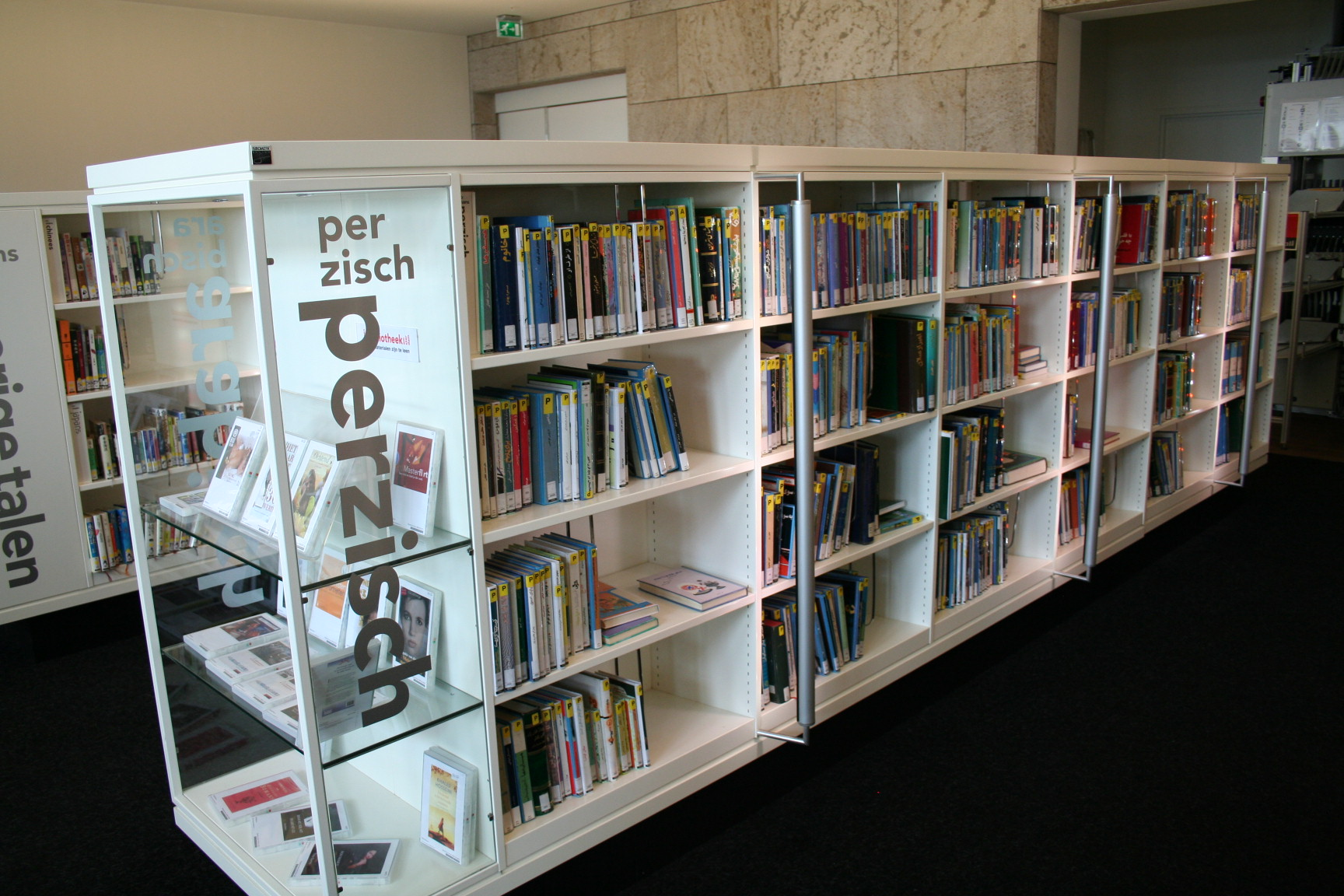
Perzische boeken, Openbare Bibliotheek Amsterdam

De Universiteit Leiden heeft een van de oudste Perzische taalstudies ter wereld. Tot nu (2013) toe zijn twee Perzisch-Nederlandse woordenboeken gepubliceerd: in 1999 en in 2007. Sinds 2006 bestaat er een Perzisch gesproken radiostation in Amsterdam. Meer dan 75.000 mensen spreken Perzisch in Nederland: ongeveer 34.000 komen daarvan uit Iran en ongeveer 41.000 zijn Afghaans.

## Invloed van het Perzisch
Het Perzische taalgebied heeft in de loop van de eeuwen veel terrein aan de Turkse talen verloren, met name in Centraal-Azië en de Kaukasus. Desalniettemin heeft het een blijvende invloed op de talen van deze streken gehad, vooral op het Turks, het Oezbeeks, het Azerbeidzjaans en het Turkmeens. Op het Indisch subcontinent heeft vooral het Urdu veel woorden en grammaticale constructies van het Perzisch overgenomen. Het volkslied van Pakistan bijvoorbeeld is voor iedereen met enige kennis van het Perzisch te begrijpen. Daarnaast is het Perzisch in een enorm gebied als literaire taal in gebruik geweest. Dit is niet zo nauwkeurig te omschrijven, maar het omvatte in hoofdzaak de niet-Arabische delen van het Ottomaanse Rijk, de landstreken die deel hebben uitgemaakt van het Indische Mogolrijk en Centraal-Azië. Dat betekent dat de literaire cultuur op haar hoogtepunt inheems was in een gebied dat zich uitstrekte van Belgrado tot Dhaka.

## Grammatica
De Perzische grammatica is vergelijkbaar met die van veel andere Indo-Europese talen, in het bijzonder met die van de Indo-Iraanse familie. Het Middelperzisch werd een analytische taal, die geen grammaticaal geslacht en weinig naamvallen kent. Het Perzisch heeft dergelijke kenmerken geërfd. Het belangrijkste element van het Perzisch onder alle Iraanse talen is de agglutinerende structuur.

## Trivia
Er zijn wereldwijd zeker 110 miljoen sprekers van het Perzisch (waarschijnlijk veel meer).